# Heterusia unanimaria
Heterusia unanimaria là một loài bướm đêm trong họ Geometridae.